# 广西蟱蛛
广西蟱蛛（学名：Uloborus guangxiensis）为蟱蛛科蟱蛛属的动物。在中国大陆，分布于广西、广东、海南、四川等地。该物种的模式产地在广西。